# Gatubelysning i Göteborg

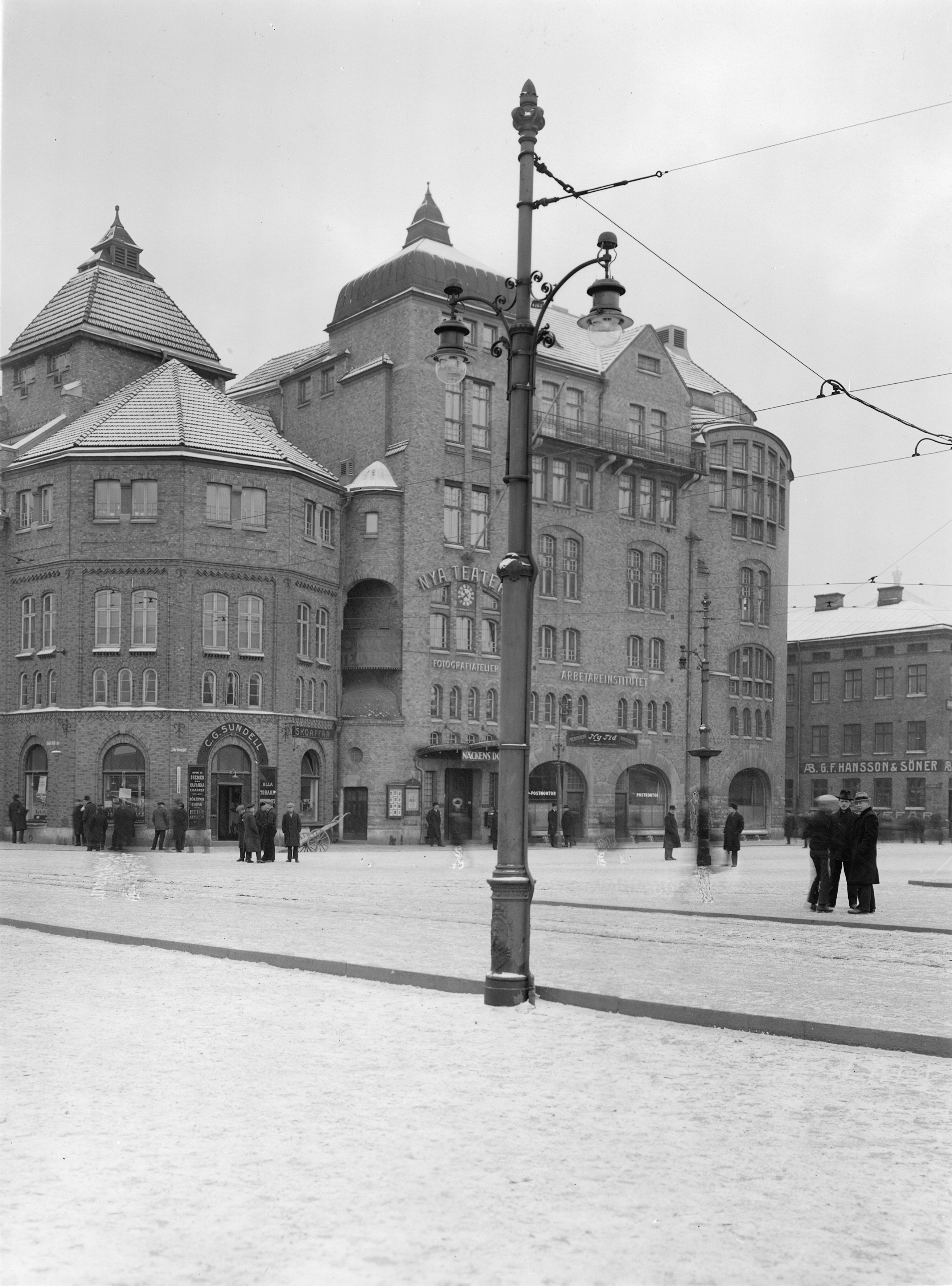
Äldre lyktstolpe på Järntorget, framför Arbetareföreningens Hus med Nya Teatern och Arbetarinstitutet.

Den elektriska gatubelysningen i Göteborg består mestadels av tre sorters vanliga gatuarmaturer; Thorn Victor, Thorn Victoria och "kofferten".

## Thorn Victor
- Tillverkning: 1995-
- Lampa: Högtrycksnatriumlampa

På 1990-talet introducerades den så kallade Victor-armaturen som är en av de vanligaste armaturerna i Göteborg. Den är tänkt att efterlikna ASEA nr 3979 och är utformad som ett vitt igloo-liknande halvklot.

## Thorn Victoria
- Tillverkning: 1997-
- Lampa: Högtrycksnatriumlampa

Lampan introducerades 1997 och har vissa likheter med den så kallade Stockholmslyktan. Den kan ses på flera ställen i Göteborg, bland annat i Haga.

## Koffert
- Tillverkning: 1977-1995
- Lampa: Högtrycksnatriumlampa

Denna armatur är den mest förekommande. Den består av en kvadratisk stomme av metall och en plastruta som fördelar ljusstrålarna. När man från 1977 började "rensa" stan på "blåklocksarmaturer" (Asea nr 3979) och plocka ner dessa för att ersätta dem med koffertarmaturer, sattes koffertarna upp längs hela Kungsportsavenyen. De plockades ner i mitten av 1990-talet och istället monterades de nya Victor-armaturerna som passade in bättre i miljön.

## ASEA nr 3979
- Tillverkning: 1929-1967
- Lampa: Kvicksilverlampa

Denna modernistiska armatur lanserades 1929 av Stockholms Elektricitetsverk. Den togs fram av ASEA och var tidigare en vanlig syn i Göteborg. I vissa stadsdelar finns den fortfarande kvar, men är på de flesta ställen utbytt av energisnålare belysning. Den har klocklik utformning och är i vitt opalglas. Armaturen kallades i folkmun "blåklockan" på grund av sin utformning och det blå skenet från kvicksilverlampan. På vissa ställen, bland annat i Landala, finns en sentida variant av nr 3979 från 1970-talet.

## Motorvägsbelysning med lågtrycksnatrium
- Tillverkning: 1960-1979
- Lampa: Lågtrycksnatriumlampa

Armaturen förekommer ganska vanligt på motorvägar, men det är nästan bara där den uteslutande används på grund av att lågtrycksnatriumet färgar allt gult. På många motorvägssträckor som passerar större delen av stan är den utbytt mot Victor-armaturer.

### Stolpar
I många områden i Göteborg finns en typ av ornamenterade stolpar, så kallade "sol och måne-stolpar" som bär speciella avgjutningar i form av solar, månar, skepp och veteax. Den togs fram genom en tävling till Göteborgs jubileumsutställning 1923. Stolpen är formgiven av Sven Persson och Lennart Thorsell. Den finns i två olika varianter; en med kort stolparm avsedd för parkbelysning med en glob av opalglas, en annan med högre arm för gatubelysning. Den installerades i alla nya bostadsområden mellan 1923 och 1961. De senaste är Kortedala och Biskopsgården.